# Crystal Beach (New York)
Crystal Beach est une census-designated place du comté d'Ontario, dans l'État de New York, aux États-Unis,. En 2020, elle compte une population de 627 habitants.